# Инвуд (Ајова)
Инвуд (енгл. Inwood) град је у америчкој савезној држави Ајова. По попису становништва из 2010. у њему је живело 814 становника.

## Демографија
Према попису становништва из 2010. у граду је живело 814 становника, што је -61 (-7.0%) становника више него 2000. године.
| Група             | 2000.       | 2010.       |
| Белци             | 847 (96,8%) | 796 (97,8%) |
| Афроамериканци    | 4 (0,5%)    | 0 (0,0%)    |
| Азијати           | 1 (0,1%)    | 1 (0,1%)    |
| Хиспаноамериканци | 16 (1,8%)   | 11 (1,4%)   |
| Укупно            | 875         | 814         |